# Писунинская
Писунинская — деревня в Верховажском районе Вологодской области.
Входит в состав Нижне-Важского сельского поселения (до 2015 года входила в Терменгское сельское поселение), с точки зрения административно-территориального деления — в Терменгский сельсовет.
Расстояние по автодороге до районного центра Верховажья — 18,9 км, до деревни Куколовской — 10,2 км. Ближайшие населённые пункты — Лымзино, Стиховская, Подведежье.
По переписи 2002 года население — 11 человек.